# Stenostomum mandibulatum
Stenostomum mandibulatum är en plattmaskart. Stenostomum mandibulatum ingår i släktet Stenostomum och familjen Stenostomidae. Inga underarter finns listade i Catalogue of Life.